# Old Surehand (szereplő)
Old Surehand kitalált személy a Karl May: Old Surehand című könyv egyik szereplője. 

## Története
Ugyanolyan westman (prérijáró vadász), mint Old Shatterhand. Származását tekintve fehér (európai), pontosabban német. A történet kezdete előttről ismeri az apacs főnököt. Surehand nem szerepel a négy Winnetou kötetben, személyére May viszont egy saját, külön könyvet írt, Old Surehand címmel. Ebből készült a róla szóló film is. A könyv legújabb kiadását a Duna International kiadó jelentette meg.

## További információ
- Old Surehand (www.filmkatalogus.hu)